# Ixtutz
Ixtutz est un site archéologique maya sité dans le Département du Petén, au Guatemala.

## Situation géographique
Ixtutz se trouve à 8 km au sud de la ville de Dolores, à une élévation de 400 m. Le site recouvre une zone d'environ 1 km2.

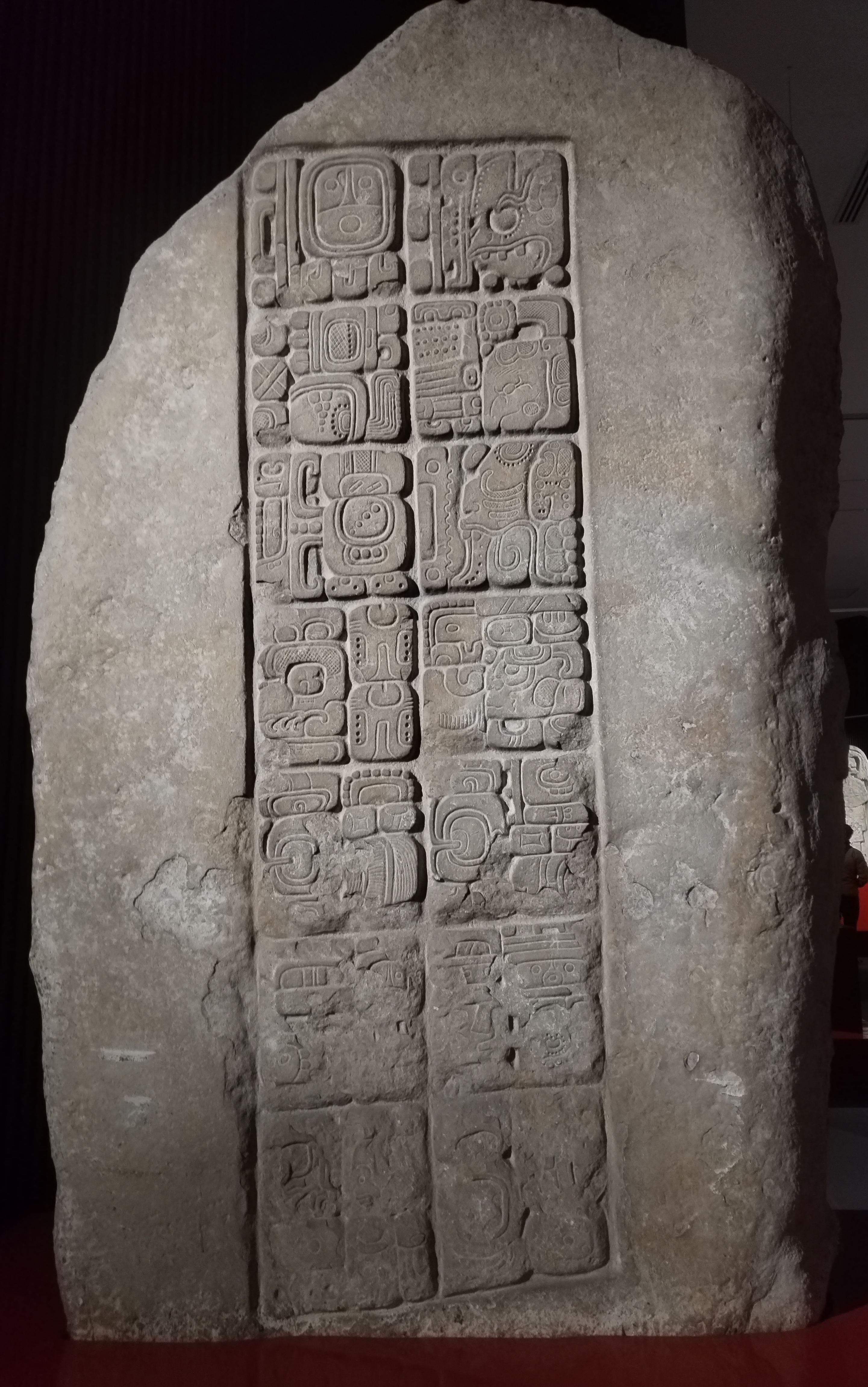
Stèle 4 d'Ixtutz